# 리필리아과
리필리아과(Rhipiliaceae)는 갈파래강 깃털말목에 속하는 녹조류과의 하나이다. 2속 31종으로 이루어져 있다. 대서양 서부와 태평양 서부의 열대 지방, 오스트레일리아 남부의 온대 해안에 주로 분포한다.

## 하위 속
- 리필리아속 (Rhipilia) - 12종
- 리필리옵시스속 (Rhipiliopsis) - 19종